# Уолтерс, Аллан Артур
Аллан Артур Уолтерс (англ. Alan Arthur Walters; 17 июня 1926 год, Лестер, Лестершир, Великобритания – 3 января 2009 год, Лондон, Великобритания) — британский экономист, главный экономический советник  премьер-министра Великобритании Маргарет Тэтчер в 1981—1983 годах и в 1989 году.

## Биография
Аллан родился 17 июня 1926 года в Лестере, в рабочем районе в семье бакалейщика и коммуниста. Провалив экзамен начальной школы 11+, учился в Школе Олдермена Ньютона в Лестере, а в 15 лет пошёл работать станочником на обувную фабрику. Во время второй мировой войны был мобилизован и служил рядовым в британской армии.
После демобилизации поступил в Университет Лестера, где получил степень бакалавра по статистике (BA). Затем получил магистерскую степень по экономике (M.A.) в Наффилд-колледж при Оксфорде в 1951 году.
Свою преподавательскую деятельность начал преподавателем статистики в Бирмингемском университете в 1951—1968 годах, занимал должность профессора кафедры статистики и эконометрики. Затем занимал пост профессора экономики кафедры имени Эрнеста Кассела в Лондонской школе экономики и политических наук в 1968—1976 годах. В 1968—1970 годах также являлся членом Комиссии Роскилла. В 1976—1981 годах был профессором политэкономии в Университете Джонса Хопкинса.
В 1981—1983 годах был назначен главным экономическим советником  премьер-министра Великобритании Маргарет Тэтчер. 
В 1983—1989 годах был профессором экономики в Американском институте предпринимательства. В 1989 году вновь становится главным экономическим советником  премьер-министра Великобритании Маргарет Тэтчер. 26 октября 1989 года ушёл в отставку.
А.А. Уолтерс скончался 3 января 2009 года в своём доме в Лондоне.
Семья
В 1975 году Аллан Уолтерс женился на Маргарет Патриция Уилсон (Пэдди). У него была дочь от предыдущего брака.

## Награды
В 1983 году Аллан Артур Уолтерс был возведён в рыцари. 